# Judocus Houbraken
Judocus Houbraken (Geldrop, gedoopt 18 februari 1618 - Antwerpen, 20 mei 1681 was een Nederlands geestelijke en een apostolisch vicaris van de rooms-katholieke Kerk.
Judocus Houbraken studeerde filosofie aan het Verken en later theologie aan de universiteit van Leuven en werd er professor in de filosofie en de retorica. Na zijn licenciaat in de theologie werd hij kanunnik van het benificium van Zellaer in de St. Romboutskerk Mechelen. In 1650 werd hij kanunnik en scholaster van het kapittel in de kathedraal van Antwerpen. In 1658 werd hij door vijf bejaarde kanunniken van het kapittel van het bisdom 's-Hertogenbosch benoemd tot vicaris-generaal van het bisdom. Als zodanig werd hij door de Heilige Stoel beperkt tot het bestuur over het deel van het bisdom gelegen in de Spaanse Nederlanden. In 1662 werd besloten dat een apostolisch vicaris het gezag over het gehele bisdom zou moeten hebben en het bestuur kwam in handen van Eugeen Albert d'Allamont en in 1666 van Joannes Hubens. Na diens dood in 1677 werd Houbraken tot apostolisch vicaris over het gehele bisdom benoemd en bleef dat tot zijn dood in 1681.
Houbraken hield bij de uitvaart van Koning Filips IV in de kathedraal van Antwerpen een lijkrede. Judocus Houbraken werd begraven in de O.L. Vrouwekathedraal in Antwerpen.
- Gemeinsame Normdatei: 103083030
- International Standard Name Identifier: 0000 0000 0378 1499
- Nederlandse Thesaurus van Auteursnamen: 301233918
- Système universitaire de documentation: 165313714
- Virtual International Authority File: 57017685
- WorldCat: E39PBJpJc868G6FkQxXVpGmTpP